# Copa San Martín de Tours, Patrono de Buenos Aires
La Copa San Martín de Tours, Patrono de Buenos Aires fue una competición festiva y honorífica jugada en Argentina entre 1963 y 1996, un total de 34 ediciones.
El primer campeón del torneo fue Club Atlético Independiente, después de ganar a Club Atlético River Plate en 1963. Desde 1963 y hasta 1985 la disputaban el club que iba en primer lugar en el campeonato y su rival de turno, por más que no sean de la Capital Federal. En caso de empate, el ganador era definido mediante un sorteo. 
A partir de 1986 en adelante, la jugaban quienes disputaban el partido más importante de la fecha cerca del día en cuestión o un encuentro que juntase a dos equipos de la Capital Federal.
Los partidos de la copa se disputaban alternadamente, para no interferir en el campeonato oficial de la Primera División de Argentina.

## Historial
Todos los ganadores de la competencia:
| Año  | Campeón                              | Resultado | Subcampeón                           |
| ---- | ------------------------------------ | --------- | ------------------------------------ |
| 1963 | Club Atlético Independiente          | 2 - 1     | Club Atlético River Plate            |
| 1964 | Club Atlético Boca Juniors           | 1 - 1     | Club Atlético Newell's Old Boys      |
| 1965 | Club Atlético River Plate            | 1 - 0     | Club Atlético Vélez Sarsfield        |
| 1966 | Racing Club                          | 3 - 2     | Club Atlético Boca Juniors           |
| 1967 | Club Atlético Rosario Central        | 1 - 1     | Club Atlético Independiente          |
| 1968 | Racing Club                          | 0 - 0     | Club Atlético Belgrano               |
| 1969 | Club Atlético Boca Juniors           | 3 - 0     | Quilmes Atlético Club                |
| 1970 | Club Atlético Vélez Sarsfield        | 3 - 2     | Club Atlético Independiente          |
| 1971 | Club Atlético River Plate            | 1 - 0     | Club Atlético Independiente          |
| 1972 | Club Atlético River Plate            | 5 - 2     | Club Atlético Huracán                |
| 1973 | Club Atlético Gimnasia y Esgrima     | 1 - 0     | Club Atlético Rosario Central        |
| 1974 | Club Atlético Boca Juniors           | 1 - 0     | Club Estudiantes de La Plata         |
| 1975 | Club Atlético Rosario Central        | 1 - 0     | Club Atlético Independiente          |
| 1976 | Club Atlético Boca Juniors           | 2 - 0     | Club Atlético River Plate            |
| 1977 | Club Atlético River Plate            | 4 - 2     | Club Ferro Carril Oeste              |
| 1978 | Club Atlético River Plate            | 2 - 0     | Club Atlético Atlanta                |
| 1979 | Club Atlético Unión (Santa Fe)       | 1 - 1     | Club Atlético Vélez Sarsfield        |
| 1980 | Argentinos Juniors                   | 5 - 3     | Club Atlético Boca Juniors           |
| 1981 | Club Atlético Racing                 | 2 - 1     | Club Atlético Independiente          |
| 1982 | Club Atlético Platense               | 0- 0      | Club Estudiantes de La Plata         |
| 1983 | Club Ferro Carril Oeste              | 2 - 1     | Club Atlético Temperley              |
| 1984 | Club Atlético Vélez Sarsfield        | 2 - 1     | Club Ferro Carril Oeste              |
| 1985 | Club Atlético River Plate            | 3 - 1     | Club Atlético Platense               |
| 1986 | Club Atlético Vélez Sarsfield        | 0 - 0     | Club Atlético River Plate            |
| 1987 | Club Ferro Carril Oeste              | 1 - 1     | Club Deportivo Español               |
| 1988 | Club Atlético River Plate            | 3 - 1     | Club Deportivo Armenio               |
| 1989 | Club Atlético River Plate            | 1 - 0     | Club Atlético Vélez Sarsfield        |
| 1990 | Club Ferro Carril Oeste              | 0 - 0     | Argentinos Juniors                   |
| 1991 | Club Atlético Boca Juniors           | 0 - 0     | Club Atlético River Plate            |
| 1992 | Argentinos Juniors                   | 2 - 0     | Club Deportivo Español               |
| 1993 | Club Atlético River Plate            | 2 - 0     | Club Ferro Carril Oeste              |
| 1994 | Club Atlético San Lorenzo de Almagro | 3 - 1     | Club Deportivo Español               |
| 1995 | Argentinos Juniors                   | 2 - 0     | Club Atlético San Lorenzo de Almagro |
| 1996 | Club Atlético River Plate            | 4 - 0     | Club Atlético San Lorenzo de Almagro |

### Total palmarés
| Equipo                     | Títulos | Subcampeón |
| -------------------------- | ------- | ---------- |
| River Plate                | 10      | 4          |
| Boca Juniors               | 5       | 2          |
| Vélez Sarsfield            | 3       | 3          |
| Ferro Carril Oeste         | 3       | 3          |
| Argentino Juniors          | 3       | 1          |
| Rosario Central            | 2       | 1          |
| Racing Club                | 2       | 0          |
| Independiente              | 1       | 5          |
| San Lorenzo                | 1       | 2          |
| Platense                   | 1       | 1          |
| Racing (Córdoba)           | 1       | 0          |
| Gimnasia y Esgrima (Jujuy) | 1       | 0          |
| Unión (Santa Fe)           | 1       | 0          |
| Estudiantes (La Plata)     | 1       | 1          |
| Deportivo Español          | 0       | 3          |
| Armenio                    | 0       | 1          |
| Temperley                  | 0       | 1          |
| Atlanta                    | 0       | 1          |
| Huracán                    | 0       | 1          |
| Quilmes                    | 0       | 1          |
| Belgrano (Córdoba)         | 0       | 1          |
| Newell's Old Boys          | 0       | 1          |